# Pyelogram

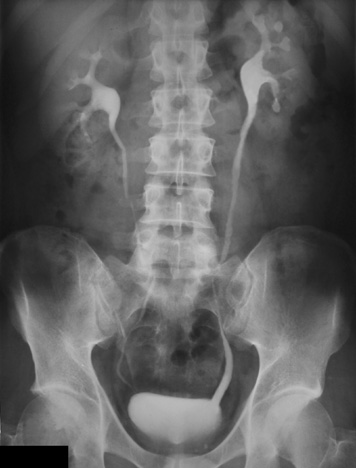
Intraveneus pyelogram. Contrastmiddel is te zien in de nierbekkens, de ureters en de blaas (gedeeltijk gevuld)

Een pyelogram is een röntgenfoto van het pyelum (nierbekken) die gemaakt wordt met contrastvloeistof.
Een pyelogram kan op verschillende manieren gemaakt worden. Afhankelijk van de methode van inbrengen van contrastvloeistof 
- intraveneus - in ader (IVP)
- retrograad - via plasbuis in nierbekken
- antegraad - via de buikwand in nierbekken[2]